# アイデア (雑誌)
『アイデア』は誠文堂新光社が発行している世界のデザイン誌。副題に「international graphic art and typography」。1953年創刊。創刊時は隔月刊だったが、368号2015年1月号より季刊。ロゴのデザインは1～300号まで亀倉雄策。301号よりヘルムート・シュミット。

## 歴史[2]
前身は1926年に創刊した、宣伝・商業美術を取り扱う当時唯一の全国誌『広告界』。言論と物質の統制によって1941年に休刊。戦後、当時誠文堂新光社会長であった小川菊松が『広告界』復刊を宮川峻に打診したことをきっかけに創刊の構想が始まった。宮川は「遠からずデザイン黄金期を迎えるであろう」ことを予測していたことから読者層をデザイン関係者にしぼり、当時海外の動向が全く伝わってきていなかった日本と、日本に関心をもっている世界の国々を雑誌を触媒に交流させるという基本構想を打ち立てる。このころ、「アイデア」という雑誌名は宮川が銭湯で発案した。その後、『広告界』からの友人であった大智浩と、アシスタントとして相原静子が『アイデア』の創刊準備メンバーに加わった。1952年、小川が外遊を機に各国の出版社、デザイン会社などを渡り歩き、協力関係を結ぶ。1953年7月1日、『アイデア』1号が発売。表紙は亀倉雄策の推薦により伊藤慶司が担当した。（2号が大智、3号が亀倉と続いた）創刊当時は隔月刊。4号でのイタリア作家陣の特集から雑誌も国際化し、その後、記事の英文翻訳も掲載されるようになる。52号1962年4月号から和文の副題が「デザイン・宣伝・販売」から「世界のデザイン誌」に改められ、現在に至る。368号2015年1月号より季刊に移行。

## 英文副題
- International Advertising Art（1－254号）
- International Graphic Art（255－300号）
- International Graphic Art and Typography（301号－）